# 喜びの歌 (アルバム)
『喜びの歌』（よろこびのうた）は、ロックバンド「安全地帯」のギタリスト、矢萩渉の2ndアルバム。1991年8月25日にキティレコード（現：ユニバーサルミュージック）より発売。

## 解説
アルバムに先駆けて発売された「楽園の君に」をはじめとした全10曲を収録。

## 収録曲
- 全作曲・編曲：矢萩渉

1. 喜びの歌
  - 作詞：松井五郎
2. 木をきる
  - 作詞：松井五郎
3. 楽園の君に
  - 作詞：村上明彦
  - 2ndシングル
4. 満月の時刻
  - 作詞：松井五郎
5. 天使失踪
  - 作詞：松井五郎
6. ふたり
  - 作詞：古田元彦
7. 雨のナイフ
  - 作詞：東純二
8. MOON
  - 作詞：古田元彦
9. この場所から
  - 作詞：東純二
10. 自転車に乗って
  - 作詞：古田元彦